# Johanna Scheringer-Wright

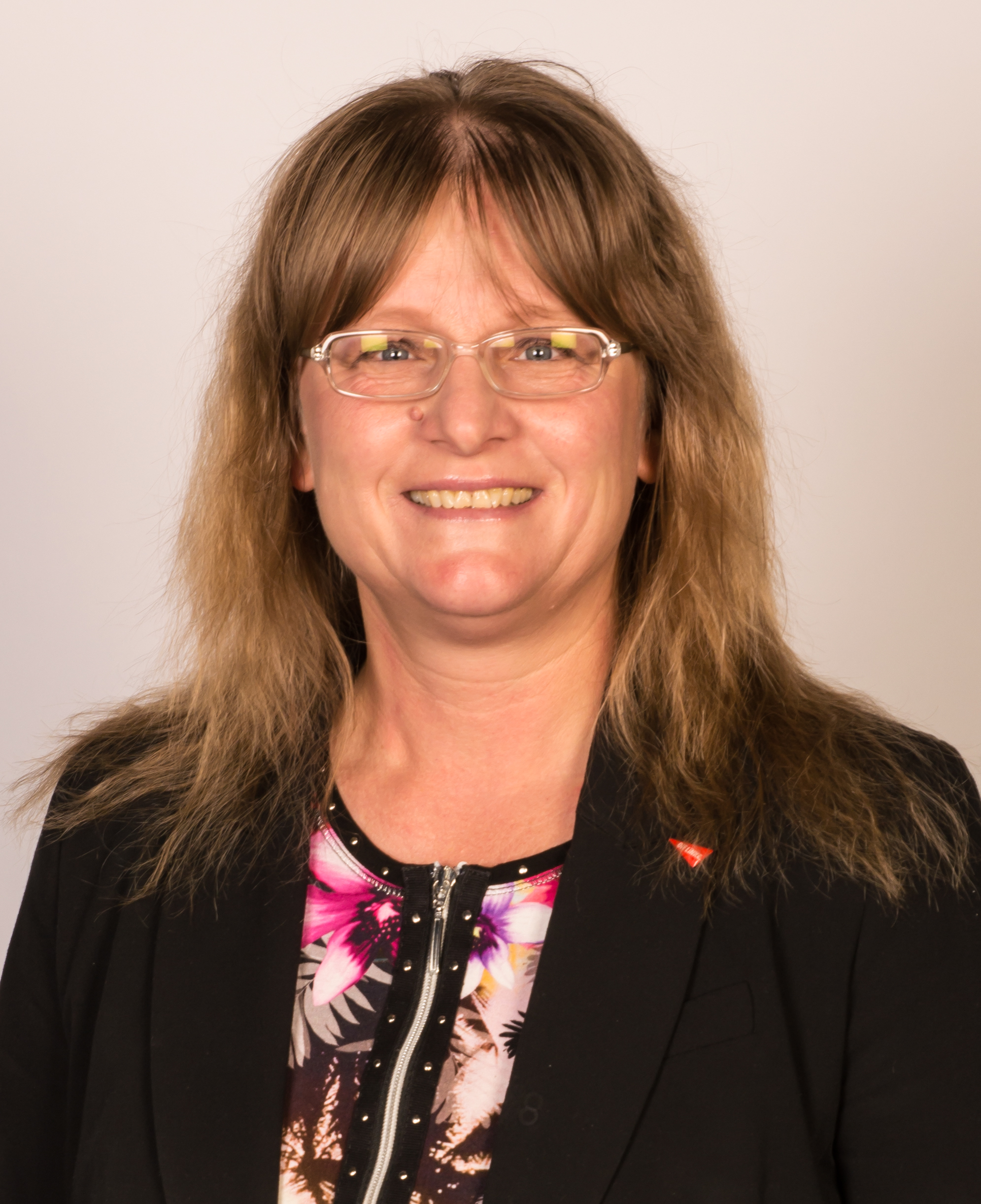
Johanna Scheringer-Wright, 2014

Johanna Scheringer-Wright, geb. Scheringer (* 15. Januar 1963 in Kösching) ist eine deutsche Politikerin (Die Linke). Scheringer-Wright war von 2004 bis 2009 und erneut von 2014 bis 2019 Mitglied des Thüringer Landtags.

## Leben
Johanna Scheringer-Wright ist die Tochter von Richard Scheringer (1930–2006), einem Sohn des KPD- und DKP-Politikers Richard Scheringer. Ihr Onkel Konrad Scheringer (1938–2016) war ebenfalls PDS-Abgeordneter im Thüringer Landtag. Weitere Onkel sind der mecklenburg-vorpommersche Landespolitiker Johann Scheringer und Dietrich Scheringer, der zur Bundestagswahl 1969 für die Aktion Demokratischer Fortschritt kandidierte.
Scheringer ist seit ihrer Jugend in sozialistischen Vereinigungen aktiv, sie trat 1977 der SDAJ und 1979 der DKP bei. 1982 erwarb sie die Fachhochschulreife in Landshut und studierte anschließend Agrarwissenschaften an der Universität-Gesamthochschule Kassel, was sie 1987 als Diplom-Agraringenieurin abschloss. Es folgten 1993/94 ein Aufbaustudium „Management natürlicher Ressourcen“ an der University of Edinburgh mit dem Abschluss Master of Science sowie von 1998 bis 2002 ein Promotionsstudium an der Georg-August-Universität Göttingen, das sie als Doktor der Agrarwissenschaften abschloss. Ab 1998 war sie als Wissenschaftliche Mitarbeiterin an zahlreichen agrarwissenschaftlichen Projekten der Universität Göttingen beteiligt.
Bei der Landtagswahl 2004 zog Scheringer-Wright über die Landesliste der damaligen PDS, der sie 2004 beitrat, in den Thüringer Landtag ein. Sie war agrarpolitische Sprecherin ihrer Fraktion. Zur Bundestagswahl 2005 war sie Direktkandidatin ihrer Partei im Bundestagswahlkreis Eichsfeld – Nordhausen – Unstrut-Hainich-Kreis I. Bei der Landtagswahl 2009 kandidierte sie im Wahlkreis Eichsfeld I gegen Ministerpräsident Dieter Althaus; in der traditionellen Hochburg der CDU erhielt sie 12,2 % der Wahlkreisstimmen. Auf der Landesliste ihrer Partei kandidierte sie auf Platz 25, was nicht zum direkten Wiedereinzug in den Landtag reichte. Seit 1. Juli 2012 gehört Scheringer-Wright erneut dem Thüringer Landtag an. Sie übernahm eines der Mandate, das durch den Wahlerfolg von Linke-Politikern bei den Kommunalwahlen in Thüringen 2012 frei geworden war. Bei der Landtagswahl 2014 wurde sie über die Landesliste in den Landtag gewählt. 2019 konnte sie bei der Landtagswahl kein Direktmandat gewinnen und hatte auch nicht auf der Landesliste kandidiert.